# Cohesión del terreno
La cohesión del terreno es la cualidad por la cual las partículas del terreno se mantienen unidas en virtud de fuerzas internas, que dependen, entre otras cosas, del número de puntos de contacto que cada partícula tiene con sus vecinas. En consecuencia, la cohesión es mayor cuanto más finas son las partículas del terreno.

## Cohesión y adhesión
En el análisis de las causas determinantes de la plasticidad es indispensable establecer la diferencia entre cohesión y adhesión. La adhesión es causada por la atracción de la fase líquida sobre la superficie sólida. La cohesión en un terreno húmedo es provocada por las moléculas de la fase líquida que actúa como puente o membrana entre las partículas vecinas. Tanto la cohesión como la adhesión son influenciadas por el contenido de coloides inorgánicos, resultando de esta forma correlacionada con la plasticidad.

### Cuantificación de la cohesión
La fuerza cohesiva del agua entre dos partículas de terreno vecinas puede ser expresada, según Nichols, por la siguiente fórmula empírica:

{\displaystyle c=4\pi K\tau {\frac {r}{d}}\cos {\alpha }}

Donde:
{\displaystyle c\,}: cohesión, expresada en fuerza por unidad de superficie.
{\displaystyle K\,}: constante determinada experimentalmente.
{\displaystyle r\,}: radio de la partícula.
{\displaystyle \tau \,}: tensión superficial del líquido.
{\displaystyle \alpha \,} = ángulo de contacto entre el líquido y la partícula.
{\displaystyle d\,}: distancia entre las partículas
La fuerza cohesiva en un terreno es, según Nichols, inversamente proporcional al porcentaje de humedad de este. Como ejemplo se muestran algunos resultados prácticos obtenidos por Nichols con terrenos preparados.
| Terreno                | % de humedad | Cohesión (F) [gr/pulgada2] | Cohesión (F) [N/m²] |
| ---------------------- | ------------ | -------------------------- | ------------------- |
| Arena 2/3, Arcilla 1/3 | 10,90        | 17,23                      | 261,7               |
| -                      | 12,90        | 15,00                      | 227,9               |
| Arena 1/3, Arcilla 2/3 | 12,73        | 26,40                      | 401,0               |
| -                      | 13,10        | 22,50                      | 341,8               |
| Arcilla                | 13,55        | 56,00                      | 850,6               |
| -                      | 17,50        | 19,00                      | 288,6               |